# تأمین مالی پژوهش
تأمین مالی پژوهش (به انگلیسی: Research funding) اصطلاحی است که عموماً هرگونه بودجه برای پژوهش علمی در زمینه‌های علوم طبیعی، فناوری و علوم اجتماعی را پوشش می‌دهد. روش‌های مختلفی را می‌توان برای پرداخت بودجه مورد استفاده قرار داد، اما این اصطلاح اغلب به تأمین مالی از طریق یک فرآیند رقابتی اشاره می‌کند که در آن پروژه‌های پژوهشی بالقوه ارزیابی می‌شوند و تنها امیدوارکننده‌ترین آن‌ها بودجه دریافت می‌کنند. اغلب از طریق هزینه ناخالص داخلی در تحقیق و توسعه (GERD) اندازه‌گیری می‌شود.
بیشتر بودجه‌های پژوهشی از دو منبع اصلی تأمین می‌شود: ابرشرکت‌ها (از طریق بخش‌های تحقیق و توسعه) و دولت (بیشتر از طریق دانشگاه‌ها، پژوهشگاه‌ها و سازمان‌های دولتی تخصصی انجام می‌شود؛ اغلب به‌عنوان شوراهای پژوهشی شناخته می‌شوند). مقدار کمتری از پژوهش علمی توسط بنیادهای خیریه، به‌ویژه در رابطه با پیشرفت درمان برای بیماری‌هایی مانند سرطان، مالاریا و ایدز تامین می‌شود.
بر اساس گزارش سازمان توسعه و همکاری اقتصادی (OECD)، بیش از ۶۰ درصد تحقیق و توسعه در زمینه‌های علمی و فنی توسط صنعت و ۲۰ درصد و ۱۰ درصد به ترتیب توسط دانشگاه‌ها و دولت انجام می‌شود. در مقایسه، در کشورهایی با تولید ناخالص داخلی کمتر مانند پرتغال و مکزیک، سهم صنعت به‌طور چشمگیری کمتر است. نسبت بودجه دولت در برخی صنایع بیشتر است و بر پژوهش در علوم اجتماعی و علوم انسانی غالب است. در تحقیق و توسعه تجاری، همه ابرشرکت‌ها به جز شرکت‌هایی که بیشتر پژوهش‌محور هستند، به‌جای ایده‌ها یا فناوری‌های «آسمان آبی» (مانند همجوشی هسته‌ای) به شدت بر احتمال تجاری‌سازی کوتاه‌مدت تمرکز می‌کنند.

## روش‌شناسی برای سنجش بودجه علمی
دستورالعمل‌های جمع‌آوری داده‌های تحقیق و توسعه در کتابچه راهنمای فراسکاتی منتشر شده توسط OECD آمده است. در این نشریه، تحقیق و توسعه به سه نوع فعالیت اشاره دارد: پژوهش پایه، پژوهش کاربردی و توسعه تجربی. این تعریف نوآوری را پوشش نمی‌دهد، اما ممکن است به فرآیند نوآورانه کمک کند. نوآوری در بخش کسب‌وکار دارای یک راهنمای اختصاصی OECD است.
رایج‌ترین سنجش برای تحقیق و توسعه، هزینه‌کرد از تولید ناخالص داخلی برای تحقیق و توسعه (GERD) است. GERD اغلب در نسبت‌های GERD به GDP نشان داده می‌شود، زیرا امکان مقایسه آسان‌تر میان کشورها را فراهم می‌کند. جمع‌آوری داده‌ها برای GERD بر اساس گزارش توسط مجریان است. GERD بر اساس بخش تأمین مالی (کسب‌وکار، شرکت، دولت، آموزش عالی، غیر انتفاعی خصوصی، بقیه نقاط جهان) و بخش عملکرد (همه بخش‌های تأمین مالی به استثنای برخی نقاط جهان، همان‌گونه که GERD تنها فعالیت‌ها را در درون کشور سنجش می‌کند) متمایز می‌شود. این دو ممکن است برای مثال زمانی که بودجه دولتی تحقیق و توسعه را ایفا می‌کند، منطبق باشند.
علوم با بودجه دولت تأمین مالی‌شده نیز ممکن است با اعتبارات و هزینه‌های بودجه دولتی برای تحقیق و توسعه (GBAORD/GBARD) سنجیده شود. GBARD یک روش مبتنی بر سرمایه‌گذاری است، این روش نشان می‌دهد که دولت‌ها به تحقیق و توسعه چه تعهدی دارند (حتی اگر پرداخت نهایی ممکن است متفاوت باشد). GERD-منبع بودجه-دولت و GBARD مستقیماً قابل مقایسه نیستند. در جمع آوری داده ها، GERD مبتنی بر عملکرد است، GBARD سرمایه گذار است. سطح دولت در نظر گرفته شده نیز متفاوت است: GERD باید شامل هزینه‌های تمام سطوح دولت (فدرال – ایالتی – محلی) باشد، در حالی که GBARD سطح محلی را مستثنی می‌کند و اغلب فاقد داده‌های سطح ایالتی است. در پوشش جغرافیایی، GERD عملکرد در قلمرو یک کشور را در نظر می‌گیرد در حالی که GBARD به بقیه جهان نیز پرداخت می‌کند.
مقایسه‌هایی در مورد اثربخشی منابع مالی مختلف و بخش‌های عملکرد و همچنین تأثیر متقابل آن‌ها انجام شده است. تجزیه و تحلیل اغلب به این خلاصه می‌شود که آیا امور مالی دولتی و خصوصی الگوهای ازدحام یا ازدحام را نشان می‌دهند.

## انواع بودجه: دولتی و خصوصی

### بودجه عمومی/دولتی
بودجه عمومی به فعالیت‌هایی اطلاق می‌شود که توسط پول مالیات‌دهندگان تأمین می‌شوند. این در درجه اول زمانی است که منبع بودجه دولت باشد. مؤسسات آموزش عالی معمولاً به‌طور کامل به‌شکل عمومی تأمین مالی نمی‌شوند، زیرا آن‌ها شهریه دریافت می‌کنند و ممکن است از منابع غیردولتی بودجه دریافت کنند.

#### دلیل تامین مالی
تحقیق و توسعه یک سرمایه‌گذاری پرهزینه و بلندمدت است که اختلالات برای آن مضر است.
بخش دولتی دلایل متعددی برای تأمین مالی علم دارد. گفته می‌شود که بخش خصوصی بر روی مرحله نزدیک‌تر سیاست تحقیق و توسعه به بازار تمرکز می‌کند، جایی که قابلیت تطبیق و بالطبع بازده خصوصی بالاست. پژوهش پایه از نظر تطبیق ضعیف است و بنابراین مخاطره‌آمیز و کم‌هزینه باقی می‌ماند.  در نتیجه، اگرچه تحقیق و توسعه دولتی ممکن است در سراسر زنجیره ارزش تحقیق و توسعه حمایت کند، اغلب به‌عنوان مداخله ناشی از شکست بازار برای حفظ پژوهش اولیه در جایی که انگیزه‌های سرمایه‌گذاری کم است مشخص می‌شود. تئوری کالاهای عمومی این بحث را تأیید می‌کند. پژوهش با بودجه عمومی اغلب از زمینه‌های پژوهشی پشتیبانی می‌کند که در آن نرخ بازده اجتماعی بالاتر از نرخ بازده خصوصی است که اغلب به پتانسیل تطبیق مرتبط است. معضل عمومی رایگانی کالاهای عمومی یک تهدید به‌ویژه در مورد کالاهای عمومی جهانی مانند پژوهش تغییرات آب‌وهوایی است که ممکن است انگیزه سرمایه‌گذاری توسط بخش خصوصی و همچنین دیگر دولت‌ها را کاهش دهد.
در نظریه‌های رشد درون‌زا، تحقیق و توسعه به رشد کمک می‌کند. برخی این رابطه را برعکس ترسیم کرده‌اند و ادعا می‌کنند که رشد باعث نوآوری می‌شود. به‌تازگی گفته می‌شود که دانش (تلویحی) خود منبع محرک اقتصادی است که توسط کارگران علمی درونی شده است.  وقتی این دانش و/یا سرمایه انسانی مهاجرت می‌کند، کشورها با فرار مغزها مواجه می‌شوند. سیاست علمی می‌تواند به جلوگیری از این امر کمک کند زیرا سهم بزرگی از تحقیق و توسعه دولتی صرف دستمزد پژوهشگران و کارکنان پشتیبانی می‌شود. از این نظر، بودجه علمی نه‌تنها هزینه صلاحدیدی است، بلکه دارای عناصری از هزینه‌های استحقاقی است.
تحقیق و توسعه با بودجه و به‌ویژه انجام‌شده توسط دولت ممکن است اجازه نفوذ بیشتری را بر مسیر خود بدهد. این امر به‌ویژه در مورد تحقیق و توسعه که به کالاهای عمومی کمک می‌کند بسیار مهم است. با این حال، توانایی دولت‌ها در مورد اینکه آیا آن‌ها بهترین موقعیت را برای انتخاب برندگان و بازندگان دارند مورد انتقاد قرار گرفته‌است. در اتحادیه اروپا، پادمان‌های اختصاصی تحت یک فرم اختصاصی قانون رقابت به‌نام کمک‌های دولتی وضع شده‌است. کمک‌های دولتی از فعالیت‌های تجاری دربرابر مداخلات دولتی محافظت می‌کند. این اختراع عمدتاً توسط مکتب اوردولیبرال آلمان به‌منظور حذف یارانه‌های دولتی که توسط dirigiste فرانسوی حمایت می‌شد، تنظیم گردید. تهدیدات علیه کالاهای عمومی جهانی بحث را در مورد نقش دولت‌ها فراتر از یک اصلاح‌کننده صرفاً شکست بازار، به اصطلاح سیاست‌های مأموریت‌محور، تقویت کرده است.

#### روش‌های تامین مالی
دولت‌ها ممکن است از طریق ابزارهای مختلفی مانند یارانه‌های مستقیم، اعتبارات مالیاتی، وام‌ها، ابزارهای مالی، اقدامات نظارتی، تدارکات عمومی و غیره، علم را تأمین کنند. در کشورهای OECD در راستای معافیت‌های مالیاتی. به نظر می‌رسد توضیح در این بحث نظری است که شرکت‌ها بهتر می‌دانند، و در سود عملی بار اداری کمتر چنین طرح‌هایی. بسته به نوع بودجه، روش‌های مختلفی برای توزیع وجوه ممکن است استفاده شود. برای اقدامات نظارتی، اغلب مقامات رقابت/ضد انحصار در مورد معافیت‌ها حکم می‌کنند. در صورت تأمین مالی بلوکی، وجوه ممکن است مستقیماً به مؤسسات خاصی مانند مؤسسات آموزش عالی با استقلال نسبی در به‌کارگیری آن‌ها تخصیص یابد. برای کمک‌های مالی رقابتی، دولت ها اغلب توسط شوراهای پژوهشی برای توزیع وجوه کمک می‌کنند. شوراهای پژوهشی نهادهایی (معمولاً دولتی) هستند که بودجه پژوهشی را در قالب کمک هزینه‌های پژوهشی یا بورسیه ارائه می‌کنند. این شوراها شامل شوراهای هنری و شوراهای پژوهشی برای تأمین بودجه علمی است.

#### مشروط بودن
علاوه‌بر تحویل پروژه‌ها، سرمایه‌گذاران نیز به‌طور فزاینده‌ای الزامات جدید واجد شرایط بودن را در کنار موارد سنتی مانند یکپارچگی/اخلاق پژوهش معرفی می‌کنند.
با جنبش علوم باز ، بودجه به طور فزاینده‌ای به برنامه‌های مدیریت داده و عادلانه کردن داده‌ها گره خورده است. الزامات علوم باز تکمیل‌کننده دستورات دسترسی آزاد است که امروزه گسترده شده است.
بعد جنسیت نیز در سال‌های اخیر جایگاه خود را به دست آورده است. کمیسیون اروپا متقاضیان را موظف می‌کند تا طرح‌های برابری جنسیتی را در سراسر سازمان خود اتخاذ کنند. صندوق پژوهش چالش‌های جهانی تحقیق و نوآوری بریتانیا بیانیه برابری جنسیتی را الزامی می‌کند.
اخیراً، کمیسیون اروپا نیز یک اصل "آسیب جدی نرسانید" را به برنامه چارچوب معرفی کرد که هدف آن محدود کردن ردپای زیست‌محیطی پروژه‌های علمی است. "هیچ آسیب جدی نرسانید" مورد انتقاد قرار گرفته است زیرا همراه با دیگر الزامات واجد شرایط بودن اغلب به‌عنوان نوار قرمز شناخته می‌شود. کمیسیون اروپا سال‌هاست که با موفقیت محدود برای ساده‌سازی برنامه چارچوب تلاش می‌کند. تلاش‌های ساده‌سازی نیز توسط پژوهش و نوآوری بریتانیا انجام می‌شود.

#### روند
اغلب دانشمندان برای کمک‌های مالی پژوهشی درخواست می‌کنند که ممکن است یک سازمان اعطاکننده حمایت مالی را تایید کند. این کمک‌ها به یک فرآیند طولانی نیاز دارند، زیرا آژانس اعطاکننده می‌تواند درباره سوابق پژوهشگر(ها)، امکانات مورداستفاده، تجهیزات موردنیاز، زمان موردنیاز و پتانسیل کلی نتیجه علمی پرس‌وجو کند. فرآیند نوشتن پژوهانه و پیشنهاد پژوهانه، یک فرآیند تا حدودی حساس هم برای اهداکننده و هم برای گیرنده کمک است: اهداکنندگان می‌خواهند پژوهشی را انتخاب کنند که به بهترین وجه با اصول علمی آن‌ها منطبق باشد، و دریافت‌کنندگان پژوهانه می‌خواهند برای پژوهشی که در آن بهترین‌ها را دارند درخواست دهند. فرصت‌هایی است که می‌توانند در آن مجموعه‌ای از کار برای تلاش‌های علمی آینده بسازند.
شورای پژوهش مهندسی و علوم فیزیکی در بریتانیا یک روش جایگزین برای توزیع وجوه ابداع کرده است: گودال شنی.
بیشتر دانشگاه‌ها دارای دفاتر مدیریت پژوهشی هستند تا تعامل میان پژوهشگر و سازمان اعطاکننده را آسان کنند. "مدیریت پژوهش تماماً در مورد خدمات است - خدمات به اعضای هیئت علمی، واحدهای دانشگاهی، مؤسسه و حامیان ما. برای اینکه در خدمت باشیم، نخست باید بدانیم مشتریانمان چه می‌خواهند و سپس تعیین کنیم که آیا آن نیازها و انتظارات را پاس می‌کنیم یا خیر."
در ایالات متحده آمریکا، شورای ملی مدیران پژوهش دانشگاهی به اعضای خود خدمت می‌کند و زمینه مدیریت پژوهش را از طریق آموزش و برنامه‌های توسعه حرفه‌ای، به‌اشتراک‌گذاری دانش و تجربه، و با پرورش یک جامعه حرفه‌ای، دانشگاهی و محترم پیش می‌برد.

#### پول سخت در مقابل پول نرم
در زمینه‌های دانشگاهی، پول سخت ممکن است به بودجه دریافت‌شده از یک دولت یا نهاد دیگر در فواصل زمانی منظم اشاره داشته باشد، بنابراین یک جریان ثابت منابع مالی برای ذینفع فراهم می‌کند. متضاد، پول نرم ، به بودجه‌ای اطلاق می‌شود که تنها از طریق پژوهانه رقابتی و نوشتن پیشنهادهای پژوهانه ارائه می‌شود.
پول سخت معمولاً توسط دولت برای پیشبرد پروژه‌های خاص یا به نفع سازمان‌های خاص صادر می‌شود. به‌عنوان مثال، مراقبت‌های بهداشتی جامعه ممکن است توسط دولت با ارائه پول سنگین حمایت شود. از آنجایی که وجوه به‌طور منظم و مستمر پرداخت می‌شود، دفاتر مسئول این گونه پروژه‌ها می‌توانند به‌طور موثرتر از زمانی که کمک‌های بلاعوض برای آن‌ها صادر شده بود، به اهداف خود دست یابند.
مشاغل فردی در یک مؤسسهٔ پژوهشی ممکن است به‌عنوان "موقعیت‌های پول سخت" یا "موقعیت‌های پول نرم" طبقه‌بندی شوند. انتظار می‌رود از گروه نخست که امنیت شغلی ایجاد کنند زیرا بودجه آن‌ها در بلندمدت ایمن است، درحالی‌که موقعیت‌های فردی "پول نرم" ممکن است با نوساناتی در کمک‌های مالی اعطاشده به مؤسسه به‌شمار بیایند و بروند.

### تامین مالی خصوصی: صنعتی / بشردوستانه / تامین مالی جمعی
بودجه خصوصی برای پژوهش از سوی بشردوستان، سرمایه گذاری جمعی، شرکت‌های خصوصی، بنیادهای غیرانتفاعی، و سازمان‌های تخصصی تامین می‌شود. بشردوستان و بنیادها میلیون‌ها دلار را برای پژوهش علمی متنوعی از جمله کشف پژوهش پایه، درمان بیماری‌ها، فیزیک ذرات، نجوم، علوم دریایی و محیط‌زیست هزینه کرده‌اند. پژوهش با بودجه خصوصی در شناسایی زمینه‌های مهم و تحول‌آفرین پژوهش علمی ماهر بوده است. بسیاری از شرکت‌های بزرگ فناوری هر ساله میلیاردها دلار آمریکا را صرف تحقیق و توسعه می‌کنند تا به مزیت نوآورانه نسبت به رقبای خود دست یابند، اگرچه تنها حدود ۴۲ درصد از این بودجه به پروژه‌هایی اختصاص می‌یابد که به‌طور قابل‌ملاحظه‌ای جدید در نظر گرفته می‌شوند یا قادر به ایجاد پیشرفت‌های اساسی هستند. شرکت‌های نوپای علمی جدید نخست به دنبال تأمین مالی از سازمان‌های سرمایه‌گذاری جمعی، سرمایه‌گذاران خطرپذیر و سرمایه‌گذاران فرشته هستند و نتایج اولیه را با به‌کارگیری تسهیلات اجاره‌ای جمع‌آوری می‌کنند، اما هدفشان این است که در نهایت به خودکفایی برسند.
اروپا و ایالات متحده هر دو بر نیاز به بودجه خصوصی بیشتر در دانشگاه‌ها تاکید کرده‌اند. کمیسیون اروپا نیاز به تأمین مالی خصوصی از طریق پژوهش در زمینه‌های سیاستی مانند قرارداد سبز اروپا و نقش اروپا در عصر دیجیتال را برجسته می‌کند.

## تأثیر بر تحقیق
منبع بودجه ممکن است سوگیری‌های آگاهانه یا ناخودآگاه را وارد کار یک پژوهشگر کند. این به دلیل آزادی دانشگاهی در مورد دانشگاه‌ها و تسخیر مقررات در مورد تحقیق و توسعه با بودجه دولتی بسیار مشکل‌ساز است.

### تعارض منافع
افشای تعارض منافع بالقوه (COI) توسط مجلات برای تضمین اعتبار و شفافیت فرآیند علمی استفاده می‌شود. با این حال، در مجلاتی که نتایج پژوهش علمی را منتشر می‌کنند، به‌طور سیستماتیک و پیوسته به افشای تعارض منافع پرداخته نمی‌شود.
هنگامی که پژوهش توسط همان سازمانی که می‌توان انتظار داشت از یک نتیجه مطلوب به‌دست آورد، تأمین مالی می‌شود، احتمال نتایج مغرضانه وجود دارد و پژوهش نشان می‌دهد که نتایج در واقع مطلوب‌تر از آنچه از یک دیدگاه عینی تر از شواهد انتظار می‌رود، هستند. یک بررسی سیستماتیک در سال ۲۰۰۳ دامنه و تأثیر حمایت‌های مالی صنعت را در پژوهش زیست پزشکی مورد مطالعه قرار داد. پژوهشگران دریافتند روابط مالی میان صنعت، پژوهشگران علمی و مؤسسات دانشگاهی گسترده است. نتایج نشان داد که ارتباط آماری معنی‌داری میان حمایت‌های مالی صنعت و نتیجه‌گیری‌های طرفدار صنعت وجود دارد و به این نتیجه رسیدند که «تعارض منافع ناشی از این روابط می‌تواند پژوهش زیست‌پزشکی را به روش‌های مهمی تحت تأثیر قرار دهد». یک مطالعه بریتانیایی نشان داد که اکثریت اعضای کمیته‌های سیاست ملی و غذایی از شرکت‌های مواد غذایی کمک مالی دریافت می‌کنند.
در تلاش برای کاهش هزینه‌ها، صنعت داروسازی به به‌کارگیری گروه‌های پژوهشی خصوصی و غیرآکادمیک (به‌عنوان مثال، سازمان‌های پژوهشی قراردادی [CROs]) روی آورده است که می‌توانند کار را با پول کمتری نسبت به پژوهشگران دانشگاهی انجام دهند. در سال ۲۰۰۱، زمانی که سردبیران ۱۲ مجله علمی بزرگ سرمقاله مشترکی منتشر کردند، در مورد کنترل آزمایشات بالینی انجام شده توسط حامیان مالی، به ویژه به‌کارگیری قراردادهایی که به حامیان مالی اجازه می‌دهد مطالعات را پیش از انتشار بررسی کنند، CROها مورد انتقاد قرار گرفتند. و از انتشار هر گونه مطالعه‌ای که محصول آن‌ها عملکرد ضعیفی داشته است خودداری کنند. آن‌ها همچنین از روش کارآزمایی انتقاد کردند و اظهار داشتند که پژوهشگران اغلب از مشارکت در طراحی کارآزمایی، دسترسی به داده‌های خام و تفسیر نتایج محدود می‌شوند.
همکاری کاکرین، یک گروه جهانی که هدف آن ارائه شواهد علمی جمع آوری شده برای کمک به تصمیم گیری‌های مراقبت بهداشتی آگاهانه است، بررسی‌های سیستماتیک کارآزمایی‌های تصادفی کنترل‌شده مداخلات مراقبت‌های بهداشتی را انجام می‌دهد و سعی می‌کند نتایج و نتیجه‌گیری‌های حاصل از آن‌ها را منتشر کند. چند مرور جدیدتر نیز نتایج مطالعات مشاهده‌ای غیرتصادفی را مورد مطالعه قرار داده‌اند. بررسی‌های سیستماتیک در کتابخانه کاکرین منتشر شده است. یک مطالعه در سال ۲۰۱۱ که برای افشای تعارض منافع احتمالی در مطالعات پژوهشی اساسی مورداستفاده برای متاآنالیزهای پزشکی انجام شد، ۲۹ متاآنالیز را بررسی کرد و نشان داد که تعارض منافع در مطالعات زیربنایی متاآنالیزها به ندرت افشا می‌شود. ۲۹ متاآنالیز، مجموع ۵۰۹ کارآزمایی تصادفی‌سازی شده و کنترل‌شده را بررسی کردند. از این شمار، ۳۱۸ کارآزمایی منابع مالی را گزارش کردند که ۲۱۹ (۶۹٪) از صنعت تامین مالی شده بودند. ۱۳۲ مورد از ۵۰۹ کارآزمایی، افشای تعارض منافع توسط نویسنده را گزارش کردند، با ۹۱ مطالعه (۶۹٪) روابط مالی صنعت با یک یا چند نویسنده افشا شد. با این حال، اطلاعات به ندرت در متاآنالیزها منعکس شد. تنها دو نفر (۷٪) منابع مالی را گزارش کردند و هیچ کدام ارتباط مؤلف و صنعت را گزارش نکردند. نویسندگان نتیجه گرفتند، "بدون تایید COI به دلیل تامین مالی صنعت یا ارتباطات مالی صنعت نویسنده از RCT‌های موجود در متاآنالیزها، درک و ارزیابی خوانندگان از شواهد حاصل از متاآنالیز ممکن است به خطر بیفتد."
در سال ۲۰۰۳، پژوهشگران به ارتباط میان مواضع منتشرشده نویسندگان در مورد ایمنی و اثربخشی در کمک به کاهش وزن اولسترا، یک جایگزین چربی تولیدشده توسط پروکتر اند گمبل (P&G) و روابط مالی آن‌ها با صنعت غذا و نوشیدنی پرداختند. آن‌ها دریافتند که نویسندگان حامی به طور قابل‌توجهی بیشتر از نویسندگان منتقد یا بی‌طرف با P&G روابط مالی دارند و همه نویسندگانی که وابستگی خود را به P&G فاش می‌کنند از آن‌ها حمایت می‌کنند. نویسندگان این مطالعه نتیجه گرفتند: "از آنجایی که نظرات منتشرشده نویسندگان با روابط مالی آن‌ها مرتبط بود، دریافت بودجه غیرتجاری ممکن است برای حفظ عینیت بیش از افشای منافع مالی شخصی ضروری باشد."
یک مطالعه در سال ۲۰۰۵ در مجله نیچر از ۳۲۴۷ پژوهشگر آمریکایی که همگی از بودجه عمومی (توسط مؤسسه ملی بهداشت) حمایت مالی شده بودند، مورد بررسی قرار گرفت. از میان دانشمندان مورد سوال، ۱۵٫۵٪ به تغییر طراحی، روش یا نتایج مطالعات خود به دلیل فشار منبع مالی خارجی اعتراف کردند.

### ضبط نظارتی
منابع مالی خصوصی نیز ممکن است به سرمایه گذاران دولتی هدایت شود. در سال ۲۰۲۲، پس از استعفای اریک لندر، مدیر سابق دفتر سیاست علم و فناوری (OSTP) در دولت بایدن، خبری منتشر شد مبنی بر اینکه مؤسسه خیریه رئیس سابق گوگل، اریک اشمیت، اشمیت فیوچرز، حقوق یک نفر را پرداخت کرده است. شمار کارکنان OSTP پژوهش اخلاقی در OSTP آغاز شد.

## کارایی تأمین مالی
اندازه‌گیری سنتی برای کارایی بودجه عبارتند از: خروجی انتشار، تأثیر استناد، شمار پتنت‌ها، شمار دکتراهای اعطاشده و غیره. با این حال، به‌کارگیری ضریب تأثیر مجله فرهنگ انتشار یا نابودی را ایجاد کرده و یک مدل نظری ایجاد شده است که شبیه‌سازی‌های آن ایجاد شده است. دلالت بر این دارد که بررسی همتایان و بودجه پژوهشی بیش از حد رقابتی، افکار عمومی را به سمت انحصار تشویق می‌کند. فراخوان‌هایی برای اصلاح ارزیابی پژوهش، به ویژه در بیانیه سانفرانسیسکو در مورد ارزیابی پژوهش و مانیفست لیدن برای معیارهای پژوهشی، صورت گرفته است. سامانه کنونی همچنین محدودیت‌هایی برای سنجش تعالی در جنوب جهانی دارد.  سامانه‌های اندازه‌گیری جدید مانند Research Quality Plus برای تأکید بهتر بر دانش محلی و زمینه‌سازی در ارزیابی تعالی ارائه شده‌اند.
سوال دیگر نحوه تخصیص بودجه به رشته‌ها، مؤسسات یا پژوهشگران مختلف است. مطالعه اخیر توسط وین والش نشان داد که "موسسات معتبر به طور متوسط ۶۵٪ نرخ موفقیت درخواست پژوهانه بیشتر و ۵۰٪ اندازه جایزه بزرگتر داشتند، در حالی که مؤسسات با اعتبار کمتر ۶۵٪ انتشارات بیشتری تولید کردند و ۳۵٪ تأثیر استناد بالاتر به ازای هر دلار بودجه داشتند."

## روندها
در نظریه‌های رشد درون‌زا، تحقیق و توسعه به رشد اقتصادی کمک می‌کند. بنابراین، کشورها انگیزه‌های قوی برای حفظ سرمایه‌گذاری در تحقیق و توسعه دارند.

### بر اساس کشور
کشورهای مختلف مبالغ بسیار متفاوتی را به صورت مطلق و نسبی صرف پژوهش می‌کنند. به‌عنوان مثال، کره جنوبی و اسرائیل بیش از ۴ درصد از تولید ناخالص داخلی خود را صرف می‌کنند در حالی که بسیاری از کشورهای کمتر توسعه‌یافته کمتر از یک درصد هزینه می‌کنند. در اقتصادهای توسعه‌یافته، GERD عمدتاً توسط بخش تجاری تأمین مالی می‌شود، در حالی که بخش دولت و دانشگاه در اقتصادهای کمتر توسعه‌یافته تسلط دارند. در برخی از کشورها، بودجه از بقیه جهان ۲۰-۳۰٪ از کل GERD را تشکیل می‌دهد که احتمالاً به دلیل FDI و کمک‌های خارجی است، اما تنها در مالی این منبع اصلی سرمایه است. غیرانتفاعی خصوصی منبع اصلی سرمایه در هیچ کشوری نیست، اما به ۱۰٪ از کل GERD در کلمبیا و هندوراس می‌رسد.
هنگام مقایسه سالانه GERD و رشد تولید ناخالص داخلی، می‌توان دریافت که کشورهایی با GERD پایین‌تر اغلب سریعتر رشد می‌کنند. با این حال، از آنجایی که اکثر این کشورها درحال توسعه هستند، رشد آن‌ها احتمالاً توسط عوامل دیگر تولید هدایت می‌شود. از سوی دیگر، کشورهای توسعه‌یافته که دارای GERD بالاتری هستند نیز نرخ رشد مثبتی دارند. GERD در این کشورها سهم چشمگیری در نرخ رشد دارد.
| کشور (و اتحادیه اروپا) | GERD به‌عنوان درصد از تولید ناخالص داخلی در سال ۲۰۱۷ | رشد تولید ناخالص داخلی (سالانه درصد در سال ۲۰۱۷ | منبع اصلی سرمایه GERD | اهداف                                                  |
| ---------------------- | --------------------------------------------------- | ----------------------------------------------- | --------------------- | ------------------------------------------------------ |
| اسرائيل                | ۴,۸۱                                                | ۴,۳۸                                            | کسب و کار             |                                                        |
| جمهوری کره             | ۴,۲۹                                                | ۳،۱۶                                            | کسب و کار             | ۵ درصد تا سال ۲۰۱۷                                     |
| ایالات متحده آمریکا    | ۲,۸۱                                                | ۲,۳۳                                            | کسب و کار             |                                                        |
| اتحادیه اروپا          | ۲,۱۵                                                | ۲،۸                                             | کسب و کار             | ۳ درصد از تولید ناخالص داخلی اتحادیه اروپا تا سال ۲۰۳۰ |
| چین                    | ۲,۱۱                                                | ۶,۹۵                                            | کسب و کار             | افزایش سالانه ۷٪ (۲۰۲۱-۲۰۲۵)                           |
| اروگوئه                | ۰,۴۸                                                | ۱,۶۳                                            | آموزش عالی            |                                                        |
| مالی                   | ۰,۲۹                                                | ۵,۳۱                                            | بقیه دنیا             |                                                        |
| ارمنستان               | ۰,۲۲                                                | ۷،۵                                             | دولت                  |                                                        |
| عراق                   | ۰,۰۴                                                | -۱,۸۲                                           | دولت                  |                                                        |
| گواتمالا               | ۰,۰۲                                                | ۴,۶۳                                            | آموزش عالی            |                                                        |

### رکود
در بحران، تحقیق و توسعه کسب و کار تمایل دارد به صورت دوره‌ای عمل کند. از آنجایی که تحقیق و توسعه یک سرمایه‌گذاری بلندمدت است و بنابراین باید از اختلالات اجتناب شود، واکنش‌های ضد چرخه‌ای کینزی درپی بحران مالی ۲۰۰۸ مورد حمایت قرار گرفت، اما دستیابی به این امر برای برخی کشورها دشوار بود. با توجه به ماهیت COVID-۱۹، این بیماری همه گیر هزینه‌های تحقیق و توسعه با بودجه عمومی را در سال ۲۰۲۰، عمدتاً در صنعت داروسازی، تسریع کرد. کاهش هزینه‌ها برای سال ۲۰۲۱ پیش‌بینی می‌شود، اگرچه کمتر از سطح ۲۰۲۰ نیست. همه‌گیری، پژوهش بهداشتی و بخش‌هایی با وابستگی استراتژیک به زنجیره ارزش را به هدف اصلی تأمین مالی علم تبدیل کرد.